# Bộ sạc pin

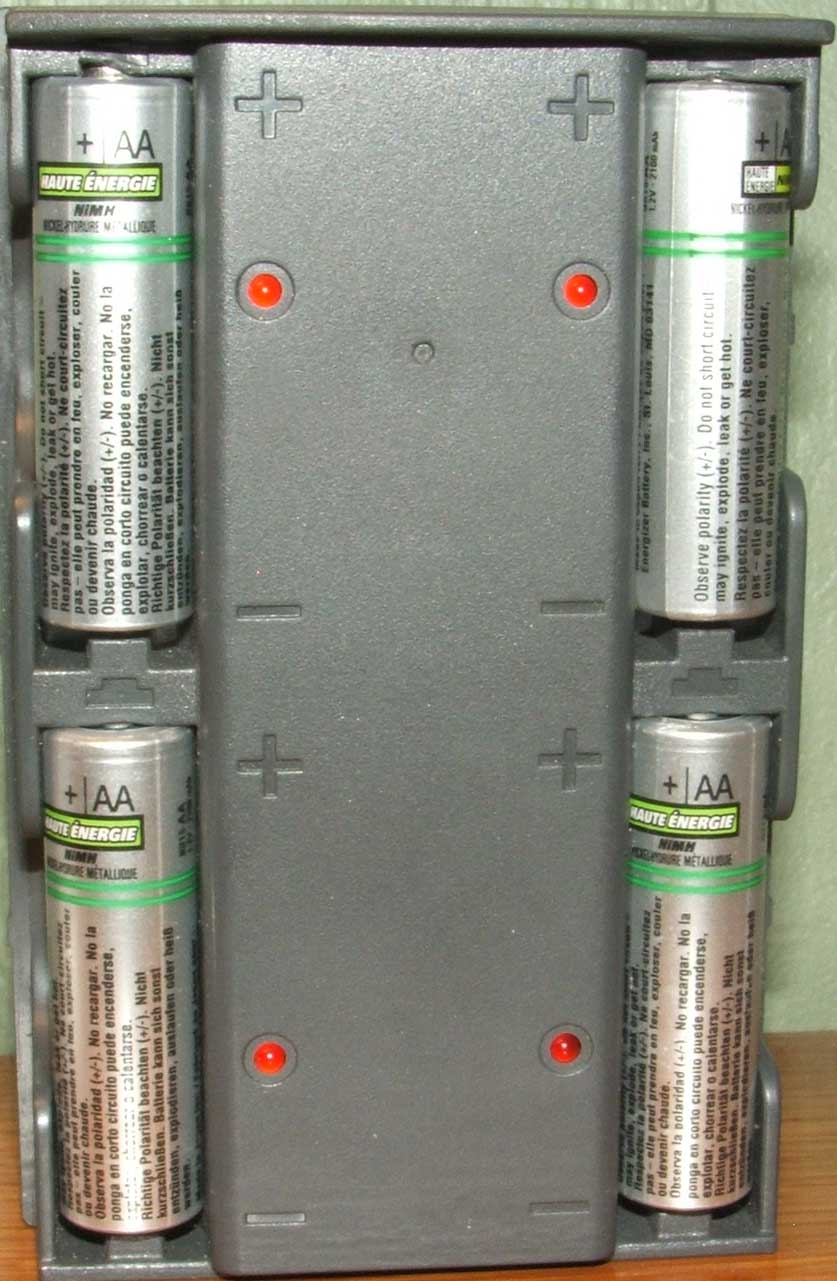
Thiết bị này sạc pin cho đến khi chúng đạt được một điện áp cụ thể và sau đó nó sạc cầm chừng pin cho đến khi nó bị ngắt kết nối.

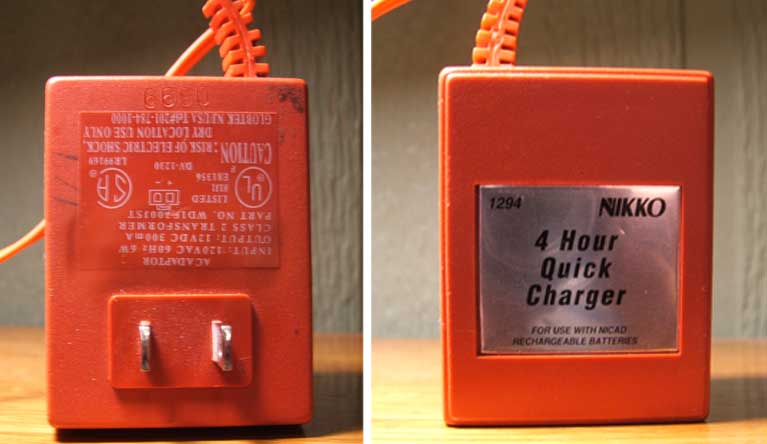
Một bộ sạc đơn giản tương đương với bộ chuyển đổi điện xoay chiều sang một chiều. Nó đưa dòng 300 mA vào pin mọi lúc, điều này sẽ làm hỏng pin nếu kết nối quá lâu.

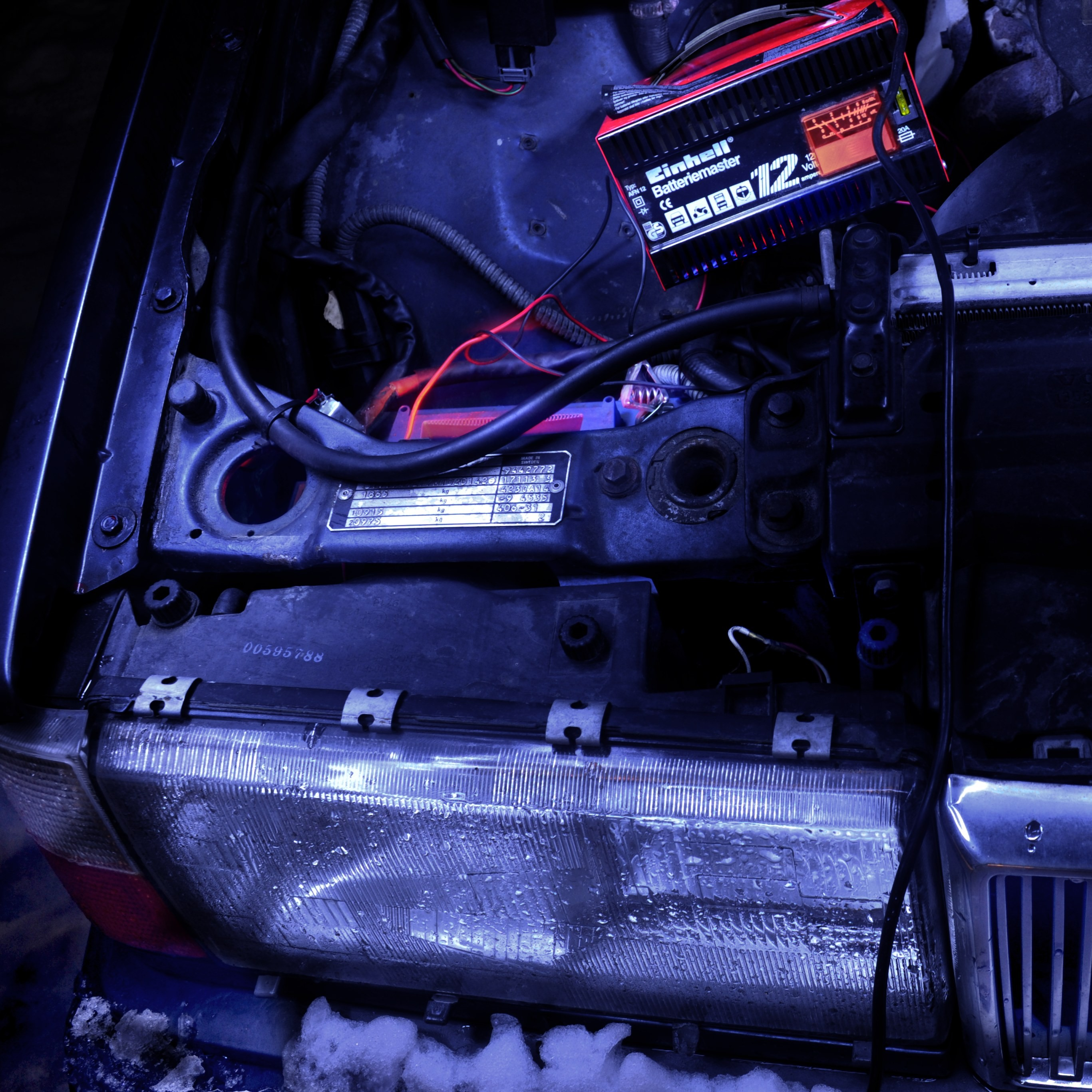
Sạc pin xe hơi

Bộ sạc pin, hoặc bộ sạc, là một thiết bị được sử dụng để đưa năng lượng vào một pin thứ cấp hoặc pin sạc bằng cách buộc một dòng điện chạy qua nó.
Giao thức sạc (ví dụ điện áp hoặc dòng điện trong bao lâu và phải làm gì khi sạc xong) phụ thuộc vào kích cỡ và loại pin được sạc. Một số loại pin có dung sai cao cho việc sạc quá mức (nghĩa là tiếp tục sạc sau khi pin đã được sạc đầy) và có thể được sạc lại bằng cách kết nối với nguồn điện áp không đổi hoặc nguồn dòng không đổi, tùy thuộc vào loại pin. Bộ sạc đơn giản thuộc loại này phải được ngắt kết nối thủ công vào cuối chu kỳ sạc và một số loại pin hoàn toàn yêu cầu hoặc có thể sử dụng bộ hẹn giờ để cắt dòng sạc vào một thời điểm cố định, khoảng khi sạc xong. Các loại pin khác không thể chịu được sạc quá mức, sẽ bị hỏng (giảm dung lượng, giảm tuổi thọ), nóng lên hoặc thậm chí phát nổ. Bộ sạc có thể có mạch cảm biến nhiệt độ hoặc điện áp và bộ điều khiển vi xử lý để điều chỉnh an toàn dòng điện và điện áp sạc, xác định trạng thái sạc và cắt ở cuối giai đoạn sạc.
Bộ sạc nhỏ giọt cung cấp một dòng điện tương đối nhỏ, chỉ đủ để chống lại việc tự xả pin trong thời gian dài. Một số loại pin không thể chịu được sạc nhỏ giọt; cố gắng để làm như vậy có thể dẫn đến thiệt hại. Các tế bào pin ion lithi sử dụng một hệ thống hóa học không cho phép sạc nhỏ giọt vô thời hạn.
Bộ sạc pin chậm có thể mất vài giờ để hoàn thành một lần sạc. Bộ sạc tốc độ cao có thể khôi phục hầu hết dung lượng nhanh hơn nhiều, nhưng bộ sạc tốc độ cao có thể sạc quá mức chịu đựng của một số loại pin. Pin như vậy đòi hỏi phải theo dõi mức sạc của pin để bảo vệ pin khỏi bị sạc quá mức. Xe điện lý tưởng cần bộ sạc tốc độ cao. Đối với truy cập công cộng, việc lắp đặt các bộ sạc như vậy và hỗ trợ phân bổ các chỗ sạc công cộng là một vấn đề trong đề xuất áp dụng xe điện.